# جان دي سيريس
جان دي سيريس (بالفرنسية: Jean de Serres)‏ هو مؤرخ فرنسي، ولد في 1540 في Villeneuve-de-Berg ‏ في فرنسا، وتوفي في 1598.